# Boerhavia verbenacea
Boerhavia verbenacea är en underblomsväxtart som beskrevs av Ellsworth Paine Killip. Boerhavia verbenacea ingår i släktet Boerhavia och familjen underblomsväxter. Inga underarter finns listade i Catalogue of Life.